# Éva Darlan
Éva Darlan, nata Éva Osty (Parigi, 3 settembre 1948), è un'attrice francese.

## Filmografia parziale

### Cinema
- Professione... giocattolo (Le jouet), regia di Francis Veber (1976)
- Una donna semplice (Une histoire simple), regia di Claude Sautet (1978)
- Bolero (Les uns et les autres), regia di Claude Lelouch (1981)
- Rebus per un delitto (Une affaire d'hommes), regia di Nicolas Ribowski (1981)
- Decko koji obecava, regia di Milos "Misa" Radivojevic (1981)
- La traversata (Traversées), regia di Mahmoud Ben Mahmoud (1982)
- Banzai (Banzaï), regia di Claude Zidi (1983)
- Parking, regia di Jacques Demy (1985)
- Ventiduesima vittima... nessun testimone (Parole de flic), regia di José Pinheiro (1985)
- Cura la tua destra... (Soigne ta droite), regia di Jean-Luc Godard (1987)
- Un, due, tre, stella! (Un, deux, trois, soleil), regia di Bertrand Blier (1993)
- Storie di spie (Les patriotes), regia di Eric Rochant (1994)
- Scènes de crimes, regia di Frédéric Schoendoerffer (2000)
- Femme Fatale, regia di Brian De Palma (2002)
- Grande école, regia di Robert Salis (2004)
- Finché nozze non ci separino (Le plus beau jour de ma vie), regia di Julie Lipinski (2004)
- Je vous trouve très beau, regia di Isabelle Mergault (2005)
- Enfin veuve, regia di Isabelle Mergault (2007)
- Beur sur la ville, regia di Djamel Bensalah (2011)
- Villa Caprice, regia di Bernard Stora (2020)
- Irréductible, regia di Jérôme Commandeur (2022)

### Televisione
- Les uns et les autres - miniserie TV, 4 episodi (1983)
- Merci Bernard - serie TV, 25 episodi (1982-1984)
- Palace - serie TV, 6 episodi (1988-1989)
- Il prato delle volpi (Un enfant dans la tourmente) - miniserie TV (1990)
- Le château des oliviers - miniserie TV, 7 episodi (1993)
- Juste une question d'amour - film TV (2000)
- Les monos - serie TV, 6 episodi (1999-2001)
- Madame le proviseur - serie TV, 5 episodi (2004-2006)
- La liste - film TV (2009)
- Fais pas ci, fais pas ça - serie TV, 7 episodi (2010-2016)
- L'enigma di Medusa (La Promesse de l'Eau) - film TV (2019)
- Faites des gosses - serie TV, 6 episodi (2019-2020)
- Meurtres à... - serie TV, 2 episodi (2018, 2023)